# Serdar Denktaş

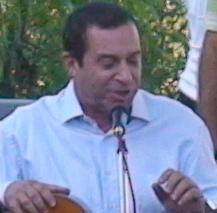
Serdar Denktaş

Serdar R. Denktaş (* 1959 in Nikosia, Zypern) ist ein zyperntürkischer Politiker und war von 2004 bis 2006 und von 2013 bis 2015 stellvertretender Ministerpräsident und Außenminister der Türkischen Republik Nordzypern.
Denktaş wurde 1959 als Sohn des späteren Präsidenten der Türkischen Republik Nordzypern Rauf Denktaş geboren. Nach seiner Ausbildung zum Drucker in London studierte er an der Universität Cardiff Wirtschaft.
1986 gründete Denktaş den „Kulturverein Nordzypern“ (türkisch: Kuzey Kıbrıs Kültür Derneği) und war anschließend vier Jahre Präsident des Vereines. Ebenfalls zu dieser Zeit gründete er den „Verein für Junge Geschäftsleute in der Türkischen Republik Nordzypern“ (türkisch: KKTC Genç İşadamları Derneği) und übernahm auch dort den Vorsitz. Bis 1990 war Serdar Denktaş in der freien Wirtschaft, im Handel und in der Industrie tätig. Während der Wahlen 1990 entschied Denktaş, sich als Politiker zu engagieren. Im Mai 1992 gründete er – gemeinsam mit politischen Freunden – die Demokratische Partei, deren Präsidentschaft er übernahm. 1993 wurde er während der vorgezogenen Wahlen zum Abgeordneten gewählt. Im Jahre 2000 trat er als Vorsitzender der DP zurück, wurde jedoch im Jahre 2002 wieder in diese Position berufen. 
Vom 16. Januar 2004 bis 25. September 2006 war er stellvertretender Ministerpräsident und Außenminister der Türkischen Republik Nordzypern. Seit April 2016 ist Serdar Denktaş als Finanzminister wieder Mitglied der Regierung Nordzyperns.
Er spricht Englisch und Deutsch, ist verheiratet und hat drei Kinder.